# 蒋张子怡
蒋张子怡（2005年12月31日—）是一名失去双腿的江西省上饶市德兴市信州区女性。

## 生平
2010年10月28日下午，蒋张子怡上一年级独自回家时，被一辆大货车所碾轧，随后被紧急送到南昌进行了高位截肢手术，失去双腿。
2013年，蒋张子怡及其母亲被中国中央电视台和湖南卫视邀请参加表演。
2013年9月，在当地主管机关及妇联的关心下，蒋张子怡转到了条件更好的上饶市第十小学就读。2014年5月29日，在江西省庆“六一”少儿文艺汇演彩排现场，蒋张子怡和同学们表演了《我有一个梦》。
蒋张子怡高中就读于上饶中学，2023年9月，她进入临沂大学就读。